# جونووک
جونووک (به لهستانی:  Dziwnówek) یک روستا در لهستان است که در گمینا جونوو واقع شده‌است. جونووک ۴۰۰ نفر جمعیت دارد.